# Дамјан Штрбац
Дамјан Штрбац (Плавно, код Книна, 19. фебруар 1912 — Логор Јадовно, 17. јул 1941) је био свештеник Српске православне цркве.
Канонизован је као Свети Дамјан Граховски.

## Биографија
Богословију је завршио на Цетињу 1932. године. Рукоположен је за ђакона 17. а за свештеника 18. марта 1934. године у Шибенику.
Службовао је у Жегару, а потом у Босанском Грахову гдје га је рат затекао. Крајем мјесеца маја 1941. године, повукла се италијанска војска из Грахова и околине, а замијенила их је усташка јединица. Усташе су одмах, 14. јуна 1941. године, почели хапсити виђеније грађане из мјеста и околине. Међу њима су ухапсили и свештеника Дамјана. Близу двадесет дана он је провео у затвору Среског суда у Босанском Грахову, а послије тога је одведен у Книн, а потом у Госпић, гдје се налазио као логораш под бр. 577. Из логора је одведен у Јадовно и тамо убијен, односно жив је био одеран од усташа и послије тога бачен у јаму.
На редовном засједању Светог архијерејског сабора СПЦ, 20-27. маја 2003. године, на приједлог Епископа Хризостома бихаћко-петровацког, убројан је у сабор светих свештеномученика Цркве Божије. Његов спомен СПЦ слави 31. маја.